# كارينا (مغنية راب)
يو جيمين (بالكورية: 유지민؛ مواليد 11 أبريل 2000)، معروفة باسمها المسرحي كارينا (بالكورية: 카리나)، هي مغنية راب ومغنية وراقصة كورية جنوبية. كارينا قائدة وعضوة في فرقة الفتيات الكورية الجنوبية ايسبا والفرقة النسائية الفرعية قوت ذا بيت.

## النشأة
ولدت كارينا في سونغنام، كوريا الجنوبية. قبل ظهورها لأول مرة، كانت كارينا من الشخصيات المؤثرة على وسائل التواصل الاجتماعي وكانت تعتبر "أولزانغ" وهكذا تواصل معها أحد موظفي إس إم إنترتينمنت عبر رسالة خاصة وطلب منها الانضمام إلى الشركة، وأصبحت متدربة في الشركة في عام 2016.
كارينا كاثوليكية وذكرت أن اسمها الكاثوليكي هو "كاتارينا".

## المهنة

### قبل الترسيم
في فبراير 2019، ظهرت كارينا في الفيديو الموسيقي لـ المغني تيمين "Want" وأيضًا ظهرت للترويج للأغنية في العروض الموسيقية مع المغني. في 1 نوفمبر 2020، قدمت عرضًا مع كاي عضو فرقة اكسو في العرض الافتراضي الذي أقامته هيونداي موتور مع شركة إس إم إنترتينمنت "The All-New Tucson, Beyond DRIVE".

### 2020–الى الآن: ايسبا و قوت ذا بيت
في 27 أكتوبر 2020، كشفت شركة إس إم عن كارينا كـ العضوة الثانية في فرقة الفتيات الجديدة ايسبا. ظهرت الفرقة لأول مرة بأغنية "بلاك مامبا"، حقق الفيديو الموسيقي للاغنية أكبر عدد من المشاهدات لفرقة كورية في 24 ساعة، مع 21.4 مليون مشاهدة.
في عام 2021، افتتحت كارينا حفل توزيع جوائز الموسيقى الآسيوية بجانب العديد من آيدولز "الجيل الرابع" بأداء رقص.
في 27 ديسمبر, تم الإعلان عن كارينا كعضوة في الفرقة الفرعية قوت ذا بيت (GOT the Beat) مع زميلتها في الفرقة وينتر، المغنية بوا، تايون وهيويون من غيرلز جينيريشن، ويندي وسولجي من ريد فلفيت.
خلال جولة ايسبا Synk: Hyper Line الموسيقية، قامت كارينا باداء أغنيتها المنفردة "Menagerie" التي لم يتم إصدارها بعد وكشفت أيضًا أنها شاركت في كتابة الأغنية. تم تسجيل "Menagerie" في جمعية حقوق الطبع والنشر للموسيقى الكورية (KOMCA) وتم تسجيل كارينا كواحدة من كاتبين الأغنية. شاركت كارينا ايضًا في كتابة كلمات "Regert of the Times" وهي اغنية لفرقة الفتيان «Seo Taiji and Boys» تم اعادة انتاجها وتسجيلها بواسطة ايسبا وإصدارها في 15 يناير 2024.
في 30 نوفمبر 2023، تم الإعلان عن أن كارينا ستشارك في برنامج نتفليكس بعنوان Agents of Mystery من المقرر اصداره في عام 2024.
في عام 2024، حققت كارينا أول أغنية لها في المراكز العشرة الأولى كفنانة منفردة على مخطط سيركل الرقمي بالإضافة إلى أول جائزة موسيقية منفردة لها مع اغنيتها «Up» من ألبوم ايسبا الرقمي «Synk: Parallel Line».

## الصورة العامة

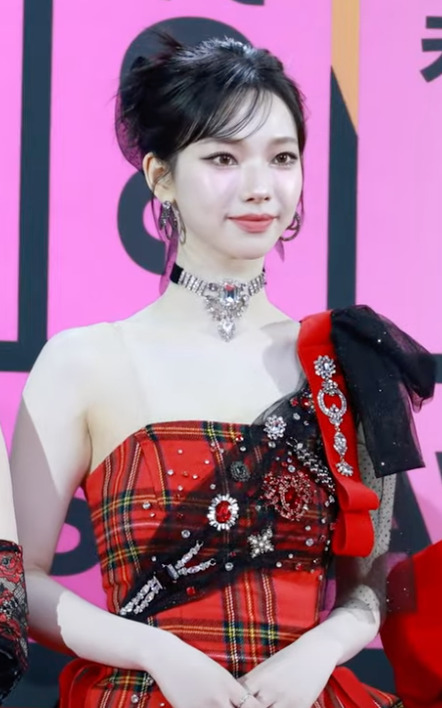
كارينا في 2023; غالبا ما تمت مقارنة وجه كارينا بـ الذكاء الاصطناعي وقد اطلق عليها اسم " الذكاء الاصطناعي البشرية" و "CGI البشرية".

تم التعريف على كارينا بواسطة إس إم إنترتينمنت كعضوة تتمتع "بمواهب متعددة من الرقص والغناء والراب" في أول ظهور لها مع ايسبا. بعد اصدار مقطع الفيديو التعريفي خاصتها اطلق المعجبون عليها لقب "الذكاء الاصطناعي البشرية" وأشارت الصحافة إلى صورتها العامة ودورها في الفرقة. أشادت مجلة Paper بكارينا لكونها "راقصة ديناميكية، وقائدة منتبهة، ومغنية راب مثيرة لفرقتها".
تصدرت كارينا سمعة العلامة التجارية الكورية الجنوبية لفناني الكيبوب والمؤثرين لمدة شهرين متتاليين بمؤشر سمعة العلامة التجارية 3,648,118 بنتيجة إيجابية بلغت 64.92 بالمائة. كما أنها تصدرت فئة تصنيف الايدولز الاناث لمدة 8 أسابيع. في "تصنيف قوة سمعة العلامة التجارية لأعضاء فرق الفتيات الشهري الذي يصدره معهد أبحاث الأعمال الكورية، احتلت كارينا المرتبة الأولى في عام 2021 في كل من إصدار يونيو ويوليو والمرتبة الرابعة في إصدار أكتوبر.
وبفضل تأثيرها، ظهرت في برنامج ترويجي للسياحية التابع لحكومة مدينة سول والذي يساعد السائحين على الاستمتاع بالمنظر البانورامي للمدينة بأكملها وسور القلعة التاريخي في سيول.

## الحياة الشخصية
في مارس 2025، تبرعت كارينا بمبلغ 100 مليون وون كوري من خلال الرابطة الوطنية للإغاثة في حالات الكوارث لجسر الأمل للمساعدة في جهود التعافي من حرائق الغابات التي وقعت في مناطق أولسان وغيونغبوك وغيونغنام.

## أعمال أخرى
كارينا هي الوجه بجانب عضوات ايسبا لعلامات تجارية متعددة مثل جيفنشي أكوا دي بارما، كليو، إيدر، و شوبارد. في أبريل 2022 تم اختيارها كسفيرة عالمية جديدة لـ حملة تنظيف صحيفة مايل التجارية في كوريا الجنوبية.
في عام 2023، اختارتها لوت تشيلسونغ كـ سفيرة لمشروبهم الكحولي «كلود كروش»
بعد معاناة في انخفاض بنسبة 13.1٪ في المبيعات بين السنة المالية 2023 إلى 2024 بسبب المنافسة مع العلامات التجارية الأخرى، عينت «كونفيرس» كارينا سفيرة جديدة لهم في يناير 2024 وعملوا معها في حملات عديدة 2024 و2025. في أبريل، تم اختيارها كعارضة أزياء لـ «فيتا 500 زيرو»، وهي علامة تجارية شهيرة لمشروبات فيتامين سي في كوريا الجنوبية، مع آمال الشركة في توسيع سوقها ليشمل المستهلكين الأصغر سنا. كان التعاون ناجحًا حيث أصبح الفيديو الترويجي الفيديو الأكثر شعبية في يوتيوب كوريا بعد إصداره.
في أغسطس، تم اختيار كارينا كسفيرة لشركة التجارة الإلكترونية للأزياء «Musinsa Beauty» بالإضافة إلى ذلك تم اختيارها سفيرة عالمية للماركة الإيطالية الفاخرة برادا بعد حضورها سابقا عرض خريف 2024 للرجال في يناير. ظهرت بعد ذلك في حملة عالمية للماركة لعام 2024 إلى جانب سفراء آخرين مثل مايا هوك. في سبتمبر، تم اختيارها كـ سفيرة للعلامة التجارية الدنماركية في «نورديسك».
في ديسمبر، تم اختيارها من قبل شركة «شينسيغاي» لقيادة حملة عيد الميلاد. أفادت وزارة التجارة والصناعة والطاقة أن مبيعات المتاجر الكبرى من يناير إلى أكتوبر في عام 2024 قد انخفضت، مما دفع متجر «شينسيغاي» إلى تصوير الفيديو الترويجي في نهاية العام مع كارينا. كانت الحملة مدتها 10 دقائق وتم عرضها في ساحة «شينسيغاي». تلقت الحملة اراء ايجابية وجذبت العملاء المحليين والدوليين على حد سواء، حيث شهد تطبيق متجر «شينسيغاي» زيادة بنسبة 47.1٪ في العملاء الجدد في الفئة العمرية من العشرينات إلى الثلاثينات خلال فترة الحملة.
في يناير 2025، عينت سلسلة المقاهي «باسكوتشي»، التي تديرها مجموعة SPC، كارينا كأول مشهورة سفيرة لهم منذ تقديم المقهى إلى البلاد في عام 2002، حيث تعتبر وجها معروفا للغاية في السوق الأصغر سنا. في فبراير، تم الإعلان عن كارينا كـ سفيرة جديد لـ «سبرايت». كما تم الإعلان عن حملة جديدة حيث قال مسؤول من شركة كوكا كولا: "نتوقع أن نكون قادرين على تحقيق تأثير تآزر أكبر مع كارينا."
في أوائل مايو، عينت «MLB كوريا» كارينا سفيرة جديدة للعلامة التجارية. في وقت لاحق من ذلك الشهر، أصبحت الوجه الإعلاني لـ حملة مجموعة جنتل مونستر وبراتز التعاونية «Pocket Collection». في 18 يوليو، تم الإعلان عن كارينا كسفيرة عالمية للعلامة التجارية «نايكي» مما يجعلها أول مشهور كوري يتم اختياره كـ سفير عالمي.

## روابط خارجية
- كارينا على موقع IMDb (الإنجليزية)
- كارينا على موقع ميوزك برينز (الإنجليزية)
- كارينا على موقع أول ميوزيك (الإنجليزية)
- كارينا على موقع ديسكوغز (الإنجليزية)
- كارينا على موقع قاعدة بيانات الفيلم (الإنجليزية)